# ماسیمو زاپینو
ماسیمو زاپینو (انگلیسی: Massimo Zappino؛ زادهٔ ۱۲ ژوئن ۱۹۸۱) بازیکن فوتبال اهل برزیل است.
از باشگاه‌هایی که در آن بازی کرده‌است می‌توان به باشگاه فوتبال کیه‌وو ورونا، باشگاه فوتبال فروزینونه، باشگاه فوتبال فوجا، باشگاه فوتبال کاتانیا، باشگاه فوتبال کومو، و باشگاه فوتبال وارزه اشاره کرد.